# Theclinesthes
Genre
Theclinesthes est un genre de lépidoptères (papillons) de la famille des Lycaenidae, principalement originaires d'Océanie.

## Taxonomie
Le genre Theclinesthes a été décrit par l'entomologiste allemand Johannes Karl Max Röber en 1891, en tant que sous-genre, en même temps que son espèce type Plebeius (Theclinestes) eremicola Röber, 1891, qui est aujourd'hui en synonymie avec Theclinesthes miskini gaura (Doherty, 1891).
Un synonyme subjectif de Theclinesthes Röber, 1891 est Utica Hewitson, 1865 (espèce type : Utica onycha Hewitson, 1865), qui est préoccupé par Utica White, 1847.

## Liste des espèces
Principalement d'après FUNET Tree of Life (12 juillet 2020) :
- Theclinesthes onycha (Hewitson, 1865)
- Theclinesthes miskini (Lucas, 1889)
- Theclinesthes albocincta (Waterhouse, 1903)
- Theclinesthes hesperia Sibatani & Grund, 1978
- Theclinesthes serpentata (Herrich-Schäffer, 1869)
- Theclinesthes sulpitius (Miskin, 1890)
- Theclinesthes petersi Tennent, 2005[2]

## Distributions géographiques
Les espèces du genre Theclinesthes résident principalement en Australie ; Theclinesthes miskini est aussi présent sur d'autres îles, notamment en Nouvelle-Guinée et en Indonésie, tandis que Theclinesthes petersi est endémique de Nouvelle-Calédonie.